# Магнус Гіршфельд
Магнус Гіршфельд (нім. Magnus Hirschfeld, 1868–1935) — відомий німецький лікар, єврейського походження,  доктор медицини (1892), сексолог, дослідник людської сексуальності, зокрема гомосексуальності і захисник прав сексуальних і гендерних меншин.

## Біографія
Магнус Гіршфельд народився 14 травня 1868 року в місті Кольберзі, в Пруссії. Він спочатку вивчав філологію і філософію в Бреслау і Стразбурзі. З 1888 по 1892 рік Гіршфельд вивчав медицину в Стразбурзі, Мюнхені, Гейдельберзі і Берліні. Після навчання подорожував деякий час по Сполученими штатами і Африкою. Через два роки, після роботи лікарем в Магдебурзі, він осів у Берліні, практикуючи як лікар.

## Наукова і правозахисна діяльність
У 1896 році Гіршфельд опублікував під псевдонімом Th. Ramien есе під назвою «Сафо і Сократ», в якому він доводив тезу про те, що гомосексуальність є частиною людської сексуальності і має бути предметом науки. Він наполягав на тому, щоб був змінений Кримінальний кодекс Пруссії (параграф 175), що передбачає покарання за гомосексуальні стосунки.
Перебуваючи під великим впливом робіт Карла Генріха Ульріхса, Гіршфельд заснував 15 травня 1897 року разом з видавцем Максом Шпором, юристом Едуардом Обергом і письменником Францом Йозефом фон Бюловим «Науково-гуманітарний комітет» — першу у світовій історії організацію, що захищала права геїв. У цього Комітету були наступні завдання: домагатися відміни параграфа 175 Кримінального кодексу Пруссії, що забороняє гомосексуальні контакти між чоловіками (про жіночу гомосексуальність в цій статті взагалі не згадувалося); займатися громадською просвітою, що означало боротися із забобонами відносно гомосексуальності і самих гомосексуалів; представляти інтереси гомосексуалів в їх боротьбі за свої права. Для досягнення першої мети за ініціативою Гіршфельда був проведений збір підписів під петицією протесту проти параграфа 175. Вдалося зібрати понал шість тисяч підписів — серед них були підписи Альберта Ейнштейна, Льва Толстого, Еміля Золя, Германа Гессе і Томаса Манна. Петиція була спрямована в рейхстаг, але була розглянута лише через 25 років.
Серед інших заходів Комітету можна назвати поширення у 1899 році першого друкованого видання, призначеного для геїв і лесбійок: «Щорічник проміжних сексуальних сходинок» (Jahrbuch für sexuelle Zwischenstufen). Це видання виходило до 1922 року, коли економічний крах у Веймарській республіці зумовив його закриття. У щорічнику публікувалися результати наукових і культурологічних досліджень в області гомосексуальності.
У 1908 році короткий проміжок часу він видавав журнал по сексології, але в тому ж році був вимушений його закрити.
Того ж року стався політичний скандал (знаменита справа Мольтке-Хардена-Еленберга), в який були втягнуті високопоставлені гомосексуали з оточення кайзера Вільгельма II. Як і слід було чекати, в суспільстві почало насаджуватися і поширюватися вороже ставлення до руху гомосексуалів за свої права, що почав набирати сили. Поет Отто Ройттер написав сатиричні вірші на тему діяльності Гіршфельда і на гомофобію серед офіцерів і знаті. Це ще більше підійняло рівень авторитету Гіршфельда і його діяльності в німецькому суспільстві.
У 1910 році Гіршфельд вводить у вжиток поняття «трансвестит» як позначення для людей, схильних до носіння одягу протилежної статі. У тому ж році був ухвалений новий закон, що суворо карав лесбійок і геїв. Перша світова війна змусила Гіршфельда перервати свою правозахисну діяльність і працювати у військовому лазареті. Незадовго до кінця війни був заснований «Фонд Магнуса Гіршфельда».

### Період Веймарської республіки
У 1919 настав період Веймарської республіки з її ліберальними політичними поглядами. Гіршфельд засновує у Берліні 6 липня 1919 року разом з дерматологом Фрідріхом Вертхаймом і неврологом і психотерапевтом Артуром Кронфельдом Інститут сексуальних досліджень, перший інститут, що досліджував сексуальність людини, і де проводили перші операції з корекції статі. 1921 року інститут організував «Першу наукову конференцію реформування в питаннях сексу на основі досліджень сексології». Вони були переконані в тому, що нововведення в сексології можуть привести до реформ в суспільстві.
У опублікованому в 1921 році заклику Наукового гуманітарного комітету був яскраво виражений настрій руху на боротьбу. Ось декілька рядків з нього: «Гомосексуали! Справедливого відношення до себе ви можете добитися тільки за рахунок власних зусиль. Свобода бути гомосексуалом може бути відвойована тільки самими геями». 18 березня 1922 року була розглянута в рейхстазі. Проте в атмосфері зростаючого політичного хаосу Веймарської республіки вона була відхилена.
На другому конгресі інституту в Копенгагені (1928) була заснована «Всесвітня ліга сексуальних реформ». За ним відбулися конгреси у Лондоні (1929), Відні (1930) і Брно (1932). Бюро організації знаходилося в Інституті сексуальних досліджень у Берліні. У 1935 рік році організація була розпущена. Англійське ж відділення продовжувало свою роботу.
У 1919 році Гіршфельд брав участь як консультант у зніманні одного з перших в історії кінематографу фільмів, присвячених гомосексуальності, «Не такий як усі». Режисером фільму був Ріхард Освальд, а в головній ролі знявся Конрад Фейдт. У фільмі розповідалася історія віолончеліста, який став жертвою шантажу через свою гомосексуальність. На прем'єрі цього фільму 24 травня 1919 року Гіршфельд виступив перед публікою, що зібралася, з наступними словами:
Те, що сьогодні з'явиться перед вашими очима і перед вашими душами, відноситься до суто важливої і непростої теми. Вона важка тому, що відносно неї серед людей існує величезна кількість забобонів і неосвічених уявлень. Важливість цієї теми полягає в тому, що ми не лише повинні звільнити гомосексуалів від незаслуженого презирства, але повинні таким чином вплинути на громадську думку, щоб зникло юридичне свавілля, по своєму варварству порівнюване з пошуком і спалюванням на вогнищах відьом, безбожників і єретиків. Крім того, число людей, які народилися «не такими, як усі», набагато більше, чим це можуть уявити більшість батьків. Фільм, який вам першими зараз належить побачити, дозволить наблизити той час, коли буде покінчено з темною неписьменністю, наука переможе забобони, закон здолає беззаконня, а людська любов отримає перемогу над людською жорстокістю і неуцтвом.
Фільм зберігся не повністю.

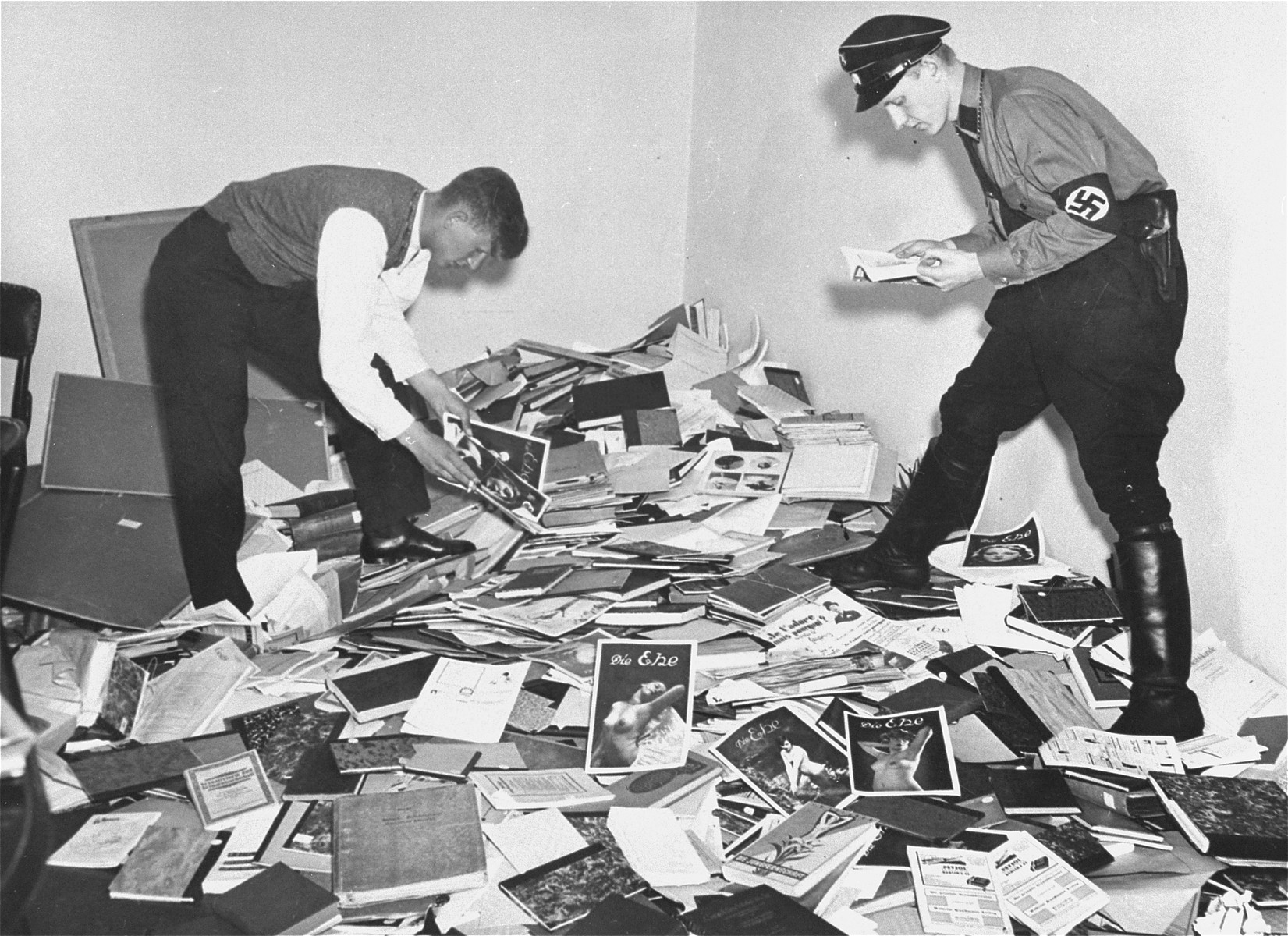
Розграбування бібліотеки Інституту сексуальних досліджень. Рідкісні книги на теми сексу і гендеру були знищені.

У 1920 році на Гіршфельда після його лекції в Мюнхені було здійснено напад, в результаті якого його було поранено і він перебував у важкому стані, а деякі газети навіть писали, що він помер.
У 1926 році Гіршфельд їде до Москви і Ленінграду на запрошення уряду СРСР. Потім він подорожує по Північній Америці і Азії. Після свого повернення він вирушає в еміграцію спочатку в Швейцарію, а потім у Францію.

### Після приходу нацистів до влади
У 1933 рік році за наказом націонал-соціалістів був закритий Інститут сексуальних досліджень у Берліні. 6 травня 1933 року інститут був зруйнований, а книги спалені на Оперній площі Берліна.
Після того, як Гіршфельду не вдалося заснувати новий інститут у Парижі, він переселяється в Ніццу, де помирає у віці 67 років (1935).

## Пам'ять
У 1999 році німецький режисер Роза фон Праунхайм зняв ігровий фільм про Гіршфельда «Магнус Гіршфельд — Ейнштейн сексу».
6 травня 2008 року за ініціативою Союзу геїв і лесбійок Німеччини набережну на Шпрее поблизу резиденції Федерального канцлера у Берліні було перейменовано в Набережну Магнуса Гіршфельда (Magnus-Hirschfeld-Ufer).

## Публікації
- Magnus Hirschfild. Berlins Drittes Geschlecht — bei H. Seemann, Berlin u. Leipzig, 1904, 77 S., Nachdruck 1991, Verlag Rosa Winkel[de], ISBN 3-921495-59-8
- Magnus Hirschfild. Weltreise eines Sexualforschers — Ebel, Martin (Hrsg.) Eichborn, Frankfurt a.M., 2006 (= Die Andere Bibliothek, 254). ISBN 3-8218-4567-8
- Magnus Hirschfild. Die Homosexualität des Mannes und des Weibes. — 2. Aufl. — Berlin : de Gruyter, 2001. — ISBN 3-11-017251-8.
- Magnus Hirschfeld: Was muss das Volk vom dritten Geschlecht wissen! [Архівовано 24 вересня 2015 у Wayback Machine.] // Verlag von Max Spohr in Leipzig, 1901
- Магнус Гіршфельд: Що повинен знати народ про третю стать! [Архівовано 1 серпня 2014 у Wayback Machine.] (1901) (нім.)